# Apuiarés
Apuiarés é um município brasileiro do estado do Ceará, localizado na microrregião do Médio Curu, mesorregião do Norte Cearense. Sua área é de 565,1 km² que corresponde a 0,27% da área do estado do Ceará.

## História
Localizado na região onde habitavam os índios tapuias, canindés e, no século XIX, surge um núcleo urbano a partir de uma capela.
Suas raízes datam do Século XIX, com a denominação de Arraial do Jacu. Criou-se o Distrito de Paz consoante Lei nº 1.153, de 24 de novembro de 1864, já existindo considerável número de habitantes.
Com a criação do Distrito de Pentecoste (lei nº 1.300, de 31 de dezembro de 1869), perdeu Jacu os seus privilégios distritais, vindo a recuperá-los segundo Lei nº 1.330, de 10 de outubro de 1870.
Evolução política
Sua elevação à categoria de município ocorreu segundo Lei nº 3.529, de 25 de janeiro de 1957, tendo sido instalado a 1 de março do mesmo ano.
Igreja
As primeiras manifestações de apoio eclesial datam dos idos de formação gregária, quando terá sido edificada a respectiva capela, havendo como precedente de assistencialidade religiosa o padre Manuel Ribeiro e como patrono São Sebastião. O paroquiato tem como instrumento de criação a Provisão de 2 de fevereiro de 1946, da qual foi signatário o Arcebispo de Fortaleza, D. Antônio de Almeida Lustosa, envolvendo as Freguesias de General Sampaio e Tejuçuoca.

## Geografia

### Clima
Tropical quente semiárido na porção oeste do território e tropical semiárido brando na porção leste com chuvas concentradas de fevereiro a abril. A média anual registrada na sede é de 763 mm.

### Hidrografia e recursos hídricos
As principais fontes de água são o rio Curu e riachos dos Tanques

### Relevo e solos
As principais elevações são o serrote Tamanduá e a serra Pintada.

### Vegetação
Caatinga arbustiva densa.

### Subdivisão
O município tem três distritos: Apuiarés (cidade), Canafístula e Vila Soares.

## Economia
- Agricultura: algodão, banana, caju, mandioca, milho e feijão.
- Pecuária: bovinos, suínos e avícola.
- Indústria: tem duas, uma de mobiliário, e outra de vestuário, calçados e artigos de tecidos, couros e peles, e mais duas indústrias, que atuam na produção de telhas e tijolos de barro.
- Piscicultura: produção de peixes em cativeiro nas proximidades do rio Curu, na localidade do Jaburu.

## Cultura
Os principais eventos culturas é a festa do padroeiro, São Sebastião e as Olimpíadas.

## Política
A administração municipal localiza-se na sede, Apuiarés.
Prefeitos e Vice-Prefeitos eleitos:
1. José Alves Filho (1957 - 1958)
2. Joaquim Gomes da Silva (1959 - 1962)
3. Luiz Gonzaga Cunha (1963 - 1966)
4. Joaquim Gomes da Silva (1967 - 1970)
5. Aluízio Cardoso Bezerra (1971 - 1972)
6. Joaquim Gomes da Silva (1973 - 1976)
7. Raimundo Simplício de Sousa (1977 - 1982)
8. Francisco Fábio de Castro Alves e Emanuel Wiron Nojosa Santos (1983 - 1988)
9. Raimundo Simplício de Sousa  (1989 - 1992)
10. Roberto Sávio Gomes da Silva (1993 - 1996)
11. Francisco José Barbosa Góis (1997 - 2000)
12. Francisco José Barbosa Góis (2001 - 2004)
13. Roberto Sávio Gomes da Silva (2005 - 2008)
14. Roberto Sávio Gomes da Silva (2009 - 2012)
15. Francisco José Barbosa Gois  (2013 - 2016)
16. Roberto Sávio Gomes da Silva & Antonio Abdias Ferreira de Abreu (2017 - 2020)
17. Iris Maria Cruz de Lima (2021-2024)
18. Ana Pinho Rufino (2025-Atualmente)

## Limites do município
Limita-se com os municípios de Pentecoste, Paramoti, General Sampaio, Itapajé e Tejuçuoca.